# Scille des prés
Chouardia litardierei
Espèce
Classification phylogénétique

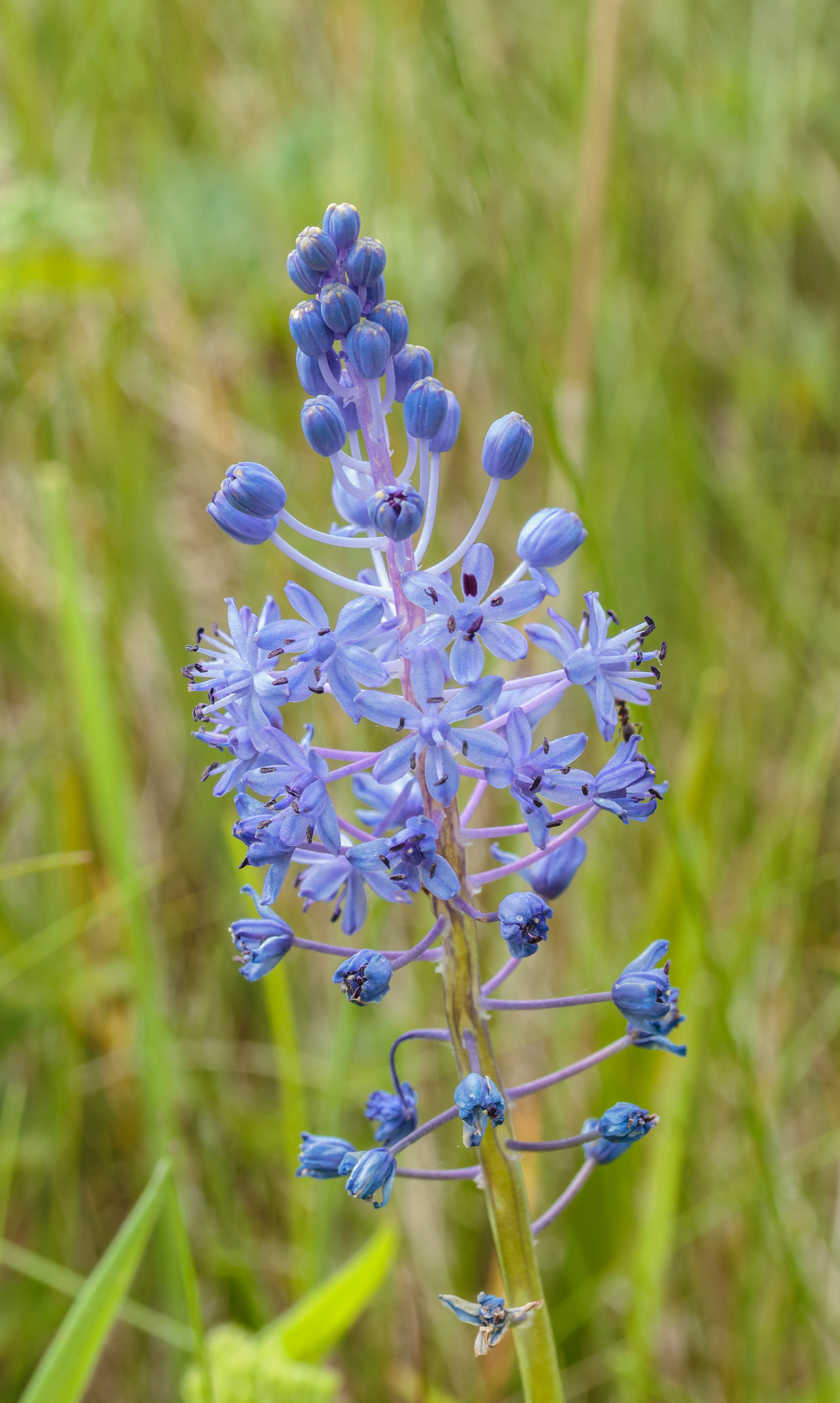
Les fleurs d'une scille des prés. Mai 2019.

Le scille des prés, Chouardia litardierei (Breistr.) Speta, est une espèce de plantes herbacées vivaces. Elle appartient à la famille des Liliaceae selon la classification classique. La classification phylogénétique la place dans la famille des Hyacinthaceae (ou optionnellement dans celle des  Asparagaceae).
Originaire de l'ex-Yougoslavie (plante endémique), cette espèce commence à être diffusée comme plante ornementale. 

## Synonymes
- Scilla amethystina Vis.
- Scilla pratensis Waldst. & Kit., non J.P.Bergeret
- Scilla litardierei Breistr.